# Кэмпбелл, Маркус
Ма́ркус Кэ́мпбелл  (англ. Marcus Campbell; род. 22 сентября 1972, Дамбартон, Шотландия) — бывший шотландский профессиональный игрок в снукер.

## Карьера
Стал профессионалом в 1991 году. В 1998, на чемпионате Великобритании сенсационно победил Стивена Хендри — 9:0, что считается одной из самых неожиданных побед современности. Далее он выиграл ещё один матч против Квинтена Ханна — 9:6.
Маркус хорошо начал сезон 2007/08, выйдя в 1/8 финала турнира Гран-при и выиграв у таких игроков, как Грэм Дотт и Энтони Хэмилтон. В конце концов Кэмпбелл уступил Джо Свэйлу, 2:5. В другой половине сезона шотландец достиг 1/16 финала открытого чемпионата Уэльса, где проиграл Дин Цзюньхуэю, 4:5.
В сезоне 2008/09 он квалифицировался на чемпионат Бахрейна, сделав в уайлд-кард раунде свой высший брейк — 147 очков. Но в 1/16 финала он проиграл будущему чемпиону, Нилу Робертсону.
В сезоне 2010/11 Кэмпбелл одержал свою первую рейтинговую победу: на турнире низкорейтинговой серии Players Tour Championship он в финале переиграл Ляна Вэньбо со счётом 4:0. Также он во второй раз в карьере достиг финальной стадии чемпионата мира, и занял в официальном рейтинге наивысшее для себя, 24 место.
Маркус Кэмпбелл тренируется в одном из снукерных клубов Глазго вместе со своими партнёрами Аланом Макманусом и Стивеном Магуайром.

## Победы на турнирах
- Euro Players Tour Championship 2010/2011 – Этап 3